# ヤマリン
ヤマリンは、岐阜県内で2010年に開催された第30回全国豊かな海づくり大会の大会テーマキャラクター。

## 概要
2009年4月に行われた一般公募の中から選ばれた。ヤマリンとは山と海（マリン）からとった造語。顔は山の形をしており飛騨の山並みを、顔に県花であるレンゲを示し、体は青と水色の縞模様で長良川の清流を、足は豊かな海を示している。